# Xã Beaver, Quận Pulaski, Indiana
Xã Beaver (tiếng Anh: Beaver Township) là một xã thuộc quận Pulaski, tiểu bang Indiana, Hoa Kỳ. Năm 2010, dân số của xã này là 516 người.